# Maksymilian Golisz
Maksymilian Golisz właśc. Maksymilian Golish (ur. 13 października 1906 w Wielu, zm. 1 kwietnia 1943 w Brandenburgu) – polski nauczyciel, działacz polonijny w przedwojennym Szczecinie.

## Życiorys
Urodził się 13 października 1906 r. w Wielu, w rodzinie kupieckiej. Po śmierci ojca, w 1914 r. wraz z matką, przeniósł się do Sztumu, gdzie uczęszczał do szkoły powszechnej. W 1926 r. ukończył Państwowe Seminarium Nauczycielskie w Lubawie. W 1927 r., po praktyce nauczycielskiej w Łaszewie i Dalkach k. Gniezna rozpoczął pracę zawodową na Powiślu, gdzie wspierał polską mniejszość narodową. Objął kierownictwo Polsko-Katolickiego Towarzystwa Szkolnego oraz został sekretarzem okręgu Związku Polaków w Niemczech na Ziemię Malborską. W latach 1928–1932, wspólnie z Janem Boenigkiem, zakładał polskie szkoły w Starym Targu, Trzcianie, Waplewie, Postolinie, Dąbrówce Pruskiej, Mikołajkach Pomorskich i Nowym Targu. W latach 1932–1933 pracował w Berlinie w centrali Związku Polskich Towarzystw Szkolnych oraz w Szczecinie, gdzie prowadził kursy nauczania języka polskiego i kierował Towarzystwem Szkolnym. Został również dyrygentem i prezesem Towarzystwa Śpiewaczego Polskiego, a także dyrygentem i prezesem Towarzystwa Śpiewaczego im. F. Chopina oraz skarbnikiem Związku Polaków w Niemczech. W sierpniu 1934 r. reprezentował szczecińską Polonię na II Światowym Kongresie Polaków z zagranicy. Kierował tutejszą polską szkołą, w której w latach 30. XX wieku potajemnie nauczał języka polskiego, historii oraz geografii. Przez pewien okres kierował też Domem Polskim w Szczecinie. W lutym 1934 r. założył w ramach Związku Harcerstwa Polskiego w Niemczech pierwszą w Szczecinie polską drużynę harcerską „Gryf” istniejącą do roku 1937. W sierpniu 1934 r. został pozbawiony możliwości nauczania i przeniósł się do Berlina, tam kierował Towarzystwem Szkolnym „Oświata”. W połowie 1939 r. opracował raport o stanie ludności polskiej na Warmii.
Wieloletni współpracownik polskiego wywiadu wojskowego. Aresztowany 11 września 1939 r., uwięziony w obozie koncentracyjnym Oranienburgu, a potem w obozie koncentracyjnym w Sachsenhausen. Zwolniony w styczniu 1940 i wcielony do armii niemieckiej. Aresztowany ponownie w październiku 1941 r. pod zarzutem zdrady stanu, na podstawie dokumentów znalezionych przez Niemców w II Forcie Legionów. Skazany 11 lipca 1942 r. przez sąd wojenny w Berlinie na karę śmierci przez ścięcie toporem. Żona Maksymiliana Golisza wystosowała do Adolfa Hitlera list z prośbą o ułaskawienie męża, jednak nie dostała odpowiedzi. Wyrok wykonano 1 kwietnia 1943 r. w więzieniu w Brandenburgu. Został pochowany na cmentarzu w Brandenburgu. W 1972 r. urnę z prochami Maksymiliana Golisza sprowadzono do Szczecina i umieszczono w Alei Zasłużonych Cmentarza Centralnego w Szczecinie.
Maksymilian Golisz miał żonę Zofię i dwóch synów.

## Ordery i odznaczenia
- Krzyż Kawalerski Orderu Odrodzenia Polski (pośmiertnie, 2 lipca 1947)[3]
- Krzyż „Za Zasługi dla ZHP” z mieczami

## Upamiętnienie
Maksymilian Golisz jest patronem Szkoły Podstawowej nr 41 w Szczecinie oraz Szkoły Podstawowej nr 2 w Sztumie. Jego imieniem zostały nazwane ulice w Szczecinie (osiedle Żelechowa) i Koszalinie.